# Heinrich I. von Admont
Heinrich I. OSB (* um 1050; † 1112 in Weißenbach an der Enns) war ein salzburgischer römisch-katholischer Geistlicher und von 1103 bis 1112 Abt der Benediktinerabtei St. Blasius zu Admont.
Nach einem mehrjährigen Interregnum, in dem das Stift vermutlich durch Abt Wezilo von Stift Lambach verwaltet wurde, wurde Heinrich, ein Konventuale des Stifts Kremsmünster als Abt nach Admont berufen. Am 25. Oktober 1105 erhielt durch Papst Paschalis II. eine Bestätigung der Admonter Rechte und Besitzungen.
Für die geistige Bedeutung des Stift Admonts zu Beginn des 12. Jahrhunderts spricht die Zahl der aus dem Konvent als Äbte in andere Institutionen berufenen Mönche: der bisherige Prior Otto wurde 1112 bis 1115 Abt von Stift Millstatt, Engelschalk 1116 bis 1122 Abt von Stift Melk, Reginbert von 1116 bis 1125 Abt von Stift Sankt Peter in Salzburg und 1116 bis 1140 Bischof von Brixen. Der aufgrund seiner Gegnerschaft mit Heinrich V. geflohene Salzburger Erzbischof Konrad I. von Abenberg verbrachte einige Zeit im Stift Admont im Exil.
„Im Jahre 1112 beendete der Tod durch einen Unglücksfall die Regierung des ersten Heinrich auf dem äbtlichen Stuhl von Admont. Auf einer Inspektion der Klostergüter im Ennstal ertrank er im hochwasserführenden Weißenbach.“
Bis zur Neuwahl eines Abtes im Jahre 1115 übernahm der bisherige Prior Otto interimistisch die Leitung des Klosters.